# Kunstsociologi
 Ikke at forveksle med Kultursociologi.
Kunstsociologi er den gren af sociologien, der med udgangspunkt i sociologisk metode og teori undersøger produktion, distribution og forbrug af æstetiske fænomener. Kunstsociologiske undersøgelser anlægger ofte strukturelle perspektiver og ser på kunst i sociale, institutionelle og samfundsmæssige kontekster. Det kan for eksempel være undersøgelser af receptionen af kunst, institutionelle forhold på kunstakademier, handlen og forhandling af kunst, kunstens rolle på f.eks. museer samt kunstens aktører såsom kunstnerne, kritikerne, kulturpolitikerne og kunsthandlere.
Eksempler på underinddelinger af kunstsociologien er områderne Filmsociologi, Litteratursociologi, Musiksociologi, Teatersociologi samt sociologiske undersøgelser af lignende kunstformer.